# Aeroportul Betoota
Aeroportul Betoota (IATA: BTX, ICAO: YBEO) este un aeroport din Queensland, Australia ce deservește zona Betoota⁠(d).
Situat la o altitudine de 69 m, aeroportul dispune de o singură pistă.